# Церковь Спаса Преображения (Михнево)
Церковь Спаса Преображения (Преображенская церковь) — церковь Подольской епархии Русской православной церкви в поселке Михнево в городском округе Ступино Московской области.
Адрес: Московская область, Ступинский район, посёлок Михнево, Садовая улица, 7.

## История
В 1722 году в селе по указу Петра I был основан казенный завод, выпускающий ткань для военных нужд. С тех пор известно, что в нём существовала деревянная церковь Святителя Николая. Спустя полтора столетия вместо деревянной была выстроена в 1874 году на средства прихожан новая каменная Преображенская церковь с двумя приделами: во имя святого Николая и великомученика Димитрия Солунского, а также трехъярусная колокольня. Благословение на строительство Преображенского храма дал 10 июля 1866 года митрополит Московский Филарет (Дроздов). Архитектурно здание храма представляло собой однокупольную церковь в одной связке с трапезной и колокольней. Прихожанами храма были жители не только самого села Мясное (на месте которого стоит современный посёлок Михнево), но и деревень Екиматово, Михнево, Астафьево и Старокурово.
Храм пережил Октябрьскую революцию, но был закрыт в конце 1930-х годов — во времена советского гонения на церковь. В годы Великой Отечественной войны в церкви размещался склад военного обмундирования. После войны здание храма переоборудовали под кроватную фабрику. В 1960-е годы была разрушена колокольня церкви. Вплоть до 1991 года, когда распался СССР, в храме находился один из цехов Видновского завода по производству металлических изделий (город Видное). Решением Ступинского совета депутатов, принятым в 1991 году, церковные здания и сооружения переданы Православной Церкви. Началось восстановление храма, которое к настоящему времени завершено.
С 1994 года при Преображенской церкви действует воскресная школа. Построен новый крестильный храм в честь святителя Иннокентия Московского. С 2011 года храм принадлежит Малинскому благочинию. Его настоятелем является протоиерей Валерий Николаевич Клинов.